# التعرف على الكلمات
التعرف على الكلمات، حسب نظام معلومات التواصل والقراءة والكتابة (لينكس) هو «قدرة القارئ على التعرف على الكلمات بشكل صحيح ودون بذل جهد فعلي». يُشار إليه أحيانًا بـ «التعرف المعزول على الكلمة» لأنها تعبر عن قدرة القارئ على التعرف على كل كلمة ضمن القائمة على حدة دون الحاجة إلى كلمات مشابهة لفهم السياق. يكمل لينكس بالقول أن «التعرف السريع على الكلمات دون جهد هو المكوّن الرئيسي للقراءة الفصيحة» ويوضح أنه من الممكن تعزيز هذه المهارات عبر «التمرّن باستخدام بطاقات الاستذكار وشبكات الكلمات».
في مراجعتها لعلم تعلّم القراءة عام 1990، كتبت عالمة النفس ماريلين جاغر آدامز بأن «الحقيقة الوحيدة الثابتة غير الاختيارية حول القراءة الفصيحة هي أنها تتضمن معالجة كاملة نسبيًا للأحرف المفردة المطبوعة».
يقول المقال بعنوان «علم التعرف على الكلمات» أن «الدليل المستمد من 20 سنة عمل في علم النفس المعرفي يشير إلى أننا نستخدم أحرف الكلمة للتعرف عليها». مع مرور الوقت، اقترحت بعض النظريات وجود آليات يتم التعرف على الكلمات من خلالها بشكل مفرد بسرعة ودقة. تركز هذه النظريات أكثر على دلالة الأحرف المفردة والتعرف على شكل الحرف (على سبيل المثال، التعرف على الأحرف المتسلسلة والتعرف على الحروف المتناظرة). كما تؤثر عوامل أخرى مثل حركة العين الرمشية والعلاقة الخطية بين الأحرف على طريقة تعرفنا على الكلمات.
يقترح مقال على موقع ساينس ديلي أن «التعرف المبكر على الكلمات هو مفتاح لمهارات القراءة مدى الحياة». يوجد عدة طرق تساهم في تعزيز هذه المهارات. على سبيل المثال، يعتبر صنع بطاقات استذكار لكلمات تظهر بتواتر سريع حلًا للتغلب على عسر القراءة. كما قبل بأن اللحن، وهو أنماط الإيقاع والصوت المستخدم في الشعر، يمكن أن يساعد في تحسين التعرف على الكلمات.
التعرف على الكلمات هو أسلوب قراءة مبني على الإدراك الفوري للكلمة التي تمثلها مجموعة مترابطة من الحروف المألوفة. تتعارض هذه العملية مع علم الصوتيات وتحليل الكلمة، بكونها طريقة مختلفة للتعرف ولفظ اللغة المرئية (بمعنى آخر، القراءة).
يعمل التعرف على الكلمة بشكل رئيسي على التلقائية. من ناحية أخرى، يعتمد كل من علم الصوتيات وتحليل الكلمة على مبادئ التطبيق الإدراكي للقواعد النحوية المستفادة لمزيج من الحروف والأصوات والوحدات الخطية والمقاطع الصرفية.
يعتم التعرف على الكلام في الواقع على السرعة، وبالتالي يمكن التعرف على الكلمة التي تحظى بمستوىً عالٍ من التعرّف أسرع من الكلمة الجديدة غير المألوفة. يقترح أسلوب الاختبار هذا أنه ليس من المطلوب فهم معنى الكلمات، ولكن القدرة على التعرف عليهم بطريقة تسمح باللفظ الصحيح. وبالتالي، يعتبر السياق غير مهم، وغالبًا ما يُقيّم التعرف على الكلمة عبر كلمات مفردة كما في بطاقات الاستذكار. ومع ذلك، تساهم سهولة التعرف على الكلمات، كما في حالة الفصاحة، في كفاءة تعزيز الفهم للنص المقروء.
تظهر القيمة الجوهرية للتعرف على الكلمات بوضوح مع انتشار القراءة والكتابة في المجتمع الحديث. مع ذلك، قد يكون دوره أقل وضوحًا في مجالات تعلّم القراءة والكتابة، وتعلم لغة ثانية، وتأخرات القراءة خلال النمو. مع الفهم الأفضل للتعرف على الكلمات، قد نكتشف أشكالًا أكثر قدرة وفاعلية في التدريس لكل من الأطفال والراشدين الذين يتعلمون القراءة والكتابة في لغتهم الأولى.
كما قد تساعد مثل هذه المعلومات متعلمي اللغة الثانية على استحواذهم على كلمات وأحرف جديدة. علاوة على ذلك، قد يساعد الفهم الأفضل للعمليات التي يتضمنها التعرف على الكلمات في إيجاد علاج للأفراد الذين يعانون من صعوبات في القراءة.